# Chó đuôi cuộn Mittel Đức
Chó đuôi cuộn Mittel Đức (tiếng Anh: Spitz Mittel) là một giống chó thuộc loại chó đuôi cuộn Đức. Nó là một giống chó đồng hành có nguồn gốc ở Đức.

## Ngoài hình
Chó đuôi cuộn Mittel Đức là giống chó có kích thước lớn thứ ba trong năm giống của chó đuôi cuộn Đức và rất giống với các kích thước khác của các giống chó đuôi cuộn Đức còn lại. Giống chó này thường có màu lông như màu đất nhưng các màu lông được phối trộn từ nhiều màu là có thể chấp nhận được. Trong các kiểu ngoại hình của Anh và Úc, tất cả các giống và dấu đều được chấp nhận.
Ở Đức (và do đó bất kỳ quốc gia nào khác sử dụng tiêu chuẩn FCI), chỉ có chó có màu lông là màu đất và chó có nhiều màu lông là có thể chấp nhận. Các màu lông không thuần nhất (ngón chân trắng, ngực trắng hoặc đuôi trắng) không được phép. Các màu lông của Chó đuôi cuộn Mittel Đức có màu đen, trắng, nâu (gan), đen, đen / nâu, nâu / vàng-nâu, xanh xám và các sắc thái khác nhau của màu kem và màu cam. Màu mũi của giống chó này có thể là bất kỳ màu nào và màu mắt luôn phải là màu tối. Chó đuôi cuộn Mittel Đức có bộ lông ngoài dài và là một lớp lông lông mềm mại.
Để đủ điều kiện là một con chó thuộc giống chó đuôi cuộn Đức, giống chó này được phân loại theo kích cỡ. Chó đuôi cuộn Mittel Đức nặng khoảng từ 15 đến 25 lb (từ 7 đến 11 kg) với chiều cao từ 12 đến 15 in (từ 30 đến 38 cm).